# Бумажково
Бумажково (бел. Бумажкова, до 1955 года — Залесье) — посёлок в Октябрьском районе Гомельской области Республики Беларусь. Входит в состав Октябрьского сельсовета. Назван в память Героя Советского Союза Т. П. Бумажкова в соответствии с Указом Президиума Верховного Совета БССР от 21 января 1969 года.

## География

### Расположение
В 14 км на север от районного центра городского посёлка Октябрьский, в 217 км от Гомеля, в посёлке находится железнодорожная станция, расположенная на ветке Бобруйск — Рабкор, отходящей от линии Осиповичи — Жлобин.

### Водная система
На западе мелиоративные каналы.

## Транспортная система
Транспортная связь по автомобильным дорогам связывающих посёлок с городским посёлком Октябрьский.
В посёлке 15 жилых домов (2004 год). Планировка — выгнутая улица, на востоке которой размещается небольшой обособленный участок застройки и железнодорожная станция. Застройка преимущественно деревянными домами усадебного типа.

## Экология и природа
На юге и востоке граничит с лесом.

## История
По письменным источникам деревня известна с XVIII века как застенок Залесье в Бобруйском повете Минского воеводства Великого княжества Литовского. После 2-го раздела Речи Посполитой в 1793 году в составе Российской империи. По переписи 1897 года в Рудобельской волости Бобруйского уезда Минской губернии.
В 1931 году организован колхоз. С вводом в действие в 1932 году железной дороги Бобруйск — Старушки здесь действовала станция Залесье.
Во время Великой Отечественной войны немецкие каратели сожгли 9 дворов и убили 21 жителя.
В 1959 году в составе совхоза «Октябрьский» с центром в городском посёлке Октябрьский. Действуют предприятия по деревообработке, начальная школа, клуб, библиотека, магазин.

## Население

### Численность
- 2004 год — 15 дворов, 15 жителей.

### Динамика
- 1795 год — 3 двора, 19 жителей.
- 1834 год — 4 двора.
- 1897 год — 14 дворов, 72 жителя.
- 1908 год — 88 жителей.
- 1917 год — 21 двор, 109 жителей.
- 1959 год — 268 жителей (согласно переписи).
- 2004 год — 15 дворов, 15 жителей.